# Toei Company
Toei Company, Ltd. (東映株式会社, Tōei Kabushiki-gaisha) é um estúdio japonês fundado em 1957. O estúdio é responsável pela produção de vários filmes, séries (especialmente de tokusatsu) e animes (através de sua subsidiária, a Toei Animation), muitos deles famosos em todo o mundo.

## Historia
Toei foi formada em 1951,  a partir da junção da  Toyoko e Oizumi Studios ea Tokyo Motion Picture Distribution Company. Em 1954, começou  a produção de dois longas-metragens por semana, eliminando conjunto de alterações e concentrando-se em filmes de ação. Foi o primeiro estúdio japonês a produzir filmes no formato wide-screen. Isso foi possível devido a ajuda financeira de exibidores que emprestaram o dinheiro para converter a instalações para wide-screen. Na década de 1950, A Toei entrou no ramo da televisão, a entrada da toei na tv  foi devido  declínio de sua participação nos  cinemas. A toei se especializou no início da sua fundação na criação de Tokusatsu alguns anos depois a Toei Company criou a Toei Animation e começou a investir na criação de animes. A partir dos anos 1980, a Toei Animation, sua divisão de animação, produziu uma série de animes de sucesso, incluindo o Voltron, Sailor Moon, e franquias de Dragon Ball, e consolidou-se como a maior distribuidora de anime do Japão.

## Toei Channel
Há alguns anos no japão, a Toei lançou o seu próprio canal de tv por assinatura, o Toei Channel, ele é oferecido na Sky Perfect TV operadora similar a Sky Brasil e a partir de outubro de 2013 o canal passou a estar disponível nos Estados Unidos através da operadora My Globe TV. A distribuição do canal nos EUA é feito através do chamado IPTV e por CABO o canal custará 19,99 dólares por mês. No caso do Japão é diferente pois o canal além da transmissão IPTV ele tem a transmissão via satélite.

## Expansão do canal
Com a entrada do canal nos Estados Unidos deu esperança aos fãs brasileiros de tokusatsu de terem no Brasil o canal. No entanto, a Toei não se pronunciou sobre uma possível expansão do canal fora dos EUA.
No caso do Brasil a chance do canal chegar a alguma operadora de cabo é maior, pois um dos principais argumentos da Toei Company para levar seu canal para os EUA foi de atender o grande número de descendentes que vive por lá, cerca de 400 mil pessoas. O número só é inferior ao do Brasil que tem a maior colônia japonesa do mundo, mais de 1 milhão de pessoas. Por esse motivo a chance do canal entrar no Brasil é maior que no restante da America Latina que tem um baixo número de descendentes japoneses.